# Pluralisme
Pour les articles homonymes, voir Pluralisme (philosophie).
Cet article possède un paronyme, voir Pluriel.
En sciences sociales, le pluralisme est un système d'organisation politique qui reconnaît et accepte la diversité des opinions et de leurs représentants. Le pluralisme ne va pas de soi, il s'oppose aux tendances naturelles de tout pouvoir à développer son système de défenses conscient et inconscient à toute idée différente. Il est un acquis éducatif ou une lente construction.
En effet, tout groupe humain a tendance à étouffer les formes d'esprit critique et d'indépendance, à développer ses codes d'appartenance, ses propres concepts spécifiques et codes de soumission de la pensée. Le groupe facilite la glorification de sa propre pensée (pensée dominante, courant dominant, pensée unique, mainstream, pensée de groupe). Pour se construire, le groupe développe des concepts identitaires par oppositions.

## Polysémie
Le pluralisme est un cadre d'interaction, dans lequel, différents groupes montrent suffisamment de respect et de tolérance pour coexister et interagir dans un climat plus harmonieux que conflictuel et sans volonté d'assimilation.
En religion, il y existe une théologie du pluralisme religieux, qui fut élaborée par le jésuite Jacques Dupuis.
En art, le mouvement d'art contemporain se termine par le pluralisme, c'est l'âge d'or de la multiplicité, la « Mondrianisation ».
Le pluralisme est une perspective d'analyse que l'on retrouve également dans plusieurs sciences sociales. Les conceptions du pluralisme que l'on retrouve en relations industrielles proviennent essentiellement de la science politique des années 1950.
Le terme « pluralisme » est d'usage récent. C'est le philosophe allemand Christian Wolff qui l'aurait utilisé pour la première fois vers 1720. Il n'apparaît dans les dictionnaires français qu'en 1932 cependant. L'idée pluraliste, pour sa part, est déjà présente dans la Grèce antique. Le polythéisme, la multiplicité des dieux, légitimait la variété des modèles. « L'unité dans la diversité » résume bien l'idée pluraliste.
Le pluralisme comme principe d'organisation sociale se caractérise comme suit :
1. La perméabilité des frontières, la valorisation des échanges, la libre circulation des personnes, des idées, etc.
2. Un préjugé favorable à l'égard du principe du changement.
3. La société se définit par la réciprocité entre l'initiative individuelle et la sauvegarde collective des valeurs.
4. La liberté de l'individu constitue la valeur suprême.
5. La propriété privée constitue un appui essentiel à l'expression de l'individu.
6. L'État de droit doit être ni trop fort, ni trop faible.
7. Il y a acceptation de la persistance de tensions et de conflits[3].
8. Il y a une reconnaissance et un respect des différences.
9. On y voit un idéal d'un équilibre des rapports de force.

## Pluralisme institutionnel

### France
En France, le pluralisme politique et d'information est un objectif de valeur constitutionnelle. Il est une condition de l’exercice du droit de suffrage en lien avec « la libre communication des pensées et des opinions » mentionnée par l'article 11 de la Déclaration des droits de l'homme et du citoyen de 1789,.

#### Partis politiques
L’article 4 de la Constitution consacre le rôle des partis et des groupements politiques dans l’animation de la vie politique et « l’expression du suffrage », conquête et exercice du pouvoir via les représentants élus. La loi constitutionnelle de 2008 introduit dans cet article l'alinéa c : « La loi garantit les expressions pluralistes des opinions et la participation équitable des partis et groupements politiques à la vie démocratique de la Nation »,.

#### Médias d’information générale
La loi garantit les expressions pluralistes des opinions. L'article 34 de la Constitution consacre « la liberté, le pluralisme et l'indépendance des médias ».
En particulier, le Conseil supérieur de l'audiovisuel (CSA) comptabilise le temps consacré par chaque média audiovisuel d’information (radio et télévision) aux acteurs politiques (gouvernement, majorité et oppositions). Lors des campagnes électorales, le décompte devient plus exigeant. Malgré cela, les partis nouveaux ou comptant peu d’élus sont sous-représentés dans les médias.
Dans un objectif de maintien du pluralisme, des aides ont été mises en place en faveur de la presse d’information générale, y compris régionale ou locale.

## Pluralisme personnel
Sur le plan personnel, le pluralisme repose sur l'idée d'une identité plurielle, le pluralisme du « moi » : chaque individu doit se concevoir à travers un prisme, qui le présente sous différentes facettes. Chaque personne possède plus d'un profil. C'est cette idée que défendront les peintres cubistes, par exemple, dont Picasso au premier chef. Sur les plans social et culturel, chaque acteur est le produit d'une socialisation dans des contextes sociaux multiples. Entre la famille, l'école, les groupes de pairs, les multiples institutions culturelles, les médias, etc. les enfants sont de plus en plus confrontés à des situations hétérogènes, concurrentes et parfois même en contradiction les unes avec les autres. L'acteur possède un stock de schèmes d'actions ou d'habitudes non homogène, non unifié, dans lequel, il sera amené à puiser.